# Beautiful Stranger
«Beautiful Stranger» es una canción interpretada por la cantante estadounidense Madonna, incluida en la banda sonora de la película Austin Powers: The Spy Who Shagged Me. Las compañías Maverick y Warner Bros. Records la publicaron como sencillo principal del disco el 19 de mayo de 1999; posteriormente, figuró en los grandes éxitos de Madonna, GHV2 (2001) y Celebration (2009). Los productores ejecutivos de la banda sonora, cuyas expectativas por el lanzamiento eran altas, eligieron a «Beautiful Stranger» como primer sencillo. Compuesta y producida por Madonna y William Orbit, pertenece a los géneros pop psicodélico y disco e inicia con una introducción instrumental similar a las obras de las bandas The Doors y The Beatles. La letra, inspirada en la relación sentimental que mantuvo la cantante con el escritor inglés Andrew F. Bird, alude al enamoramiento de una persona que no se llega a conocer.
En términos generales, obtuvo reseñas positivas de académicos, críticos y periodistas musicales, quienes resaltaron la naturaleza psicodélica y la voz de Madonna, además de reconocerlo como uno de los temas más destacados de su carrera. Ganó el premio Grammy a la mejor canción escrita para medios audiovisuales y recibió una nominación a mejor canción original en los Globo de Oro. Desde el punto de vista comercial, lideró las listas de éxitos en Canadá, Finlandia, Islandia, Italia y Polonia y estuvo entre los diez primeros en otros países. Aunque en Estados Unidos no salió a la venta en formato físico, alcanzó el decimonoveno puesto en la Billboard Hot 100 gracias a la promoción en las radios del país.
El videoclip, dirigido por el estadounidense Brett Ratner, presenta a Madonna cantando el tema en un club nocturno y cuenta con la participación de Mike Myers representando al personaje cinematográfico Austin Powers. Hacia el final, seduce al actor y ambos se marchan en su auto. En los MTV Video Music Awards de 1999, obtuvo tres candidaturas a mejor vídeo femenino, mejor cinematografía y mejor vídeo de una película, de las cuales ganó esta última categoría. La canción formó parte del repertorio de la gira Drowned World Tour (2001) y múltiples artistas interpretaron una versión, especialmente para álbumes homenaje a Madonna.

## Antecedentes

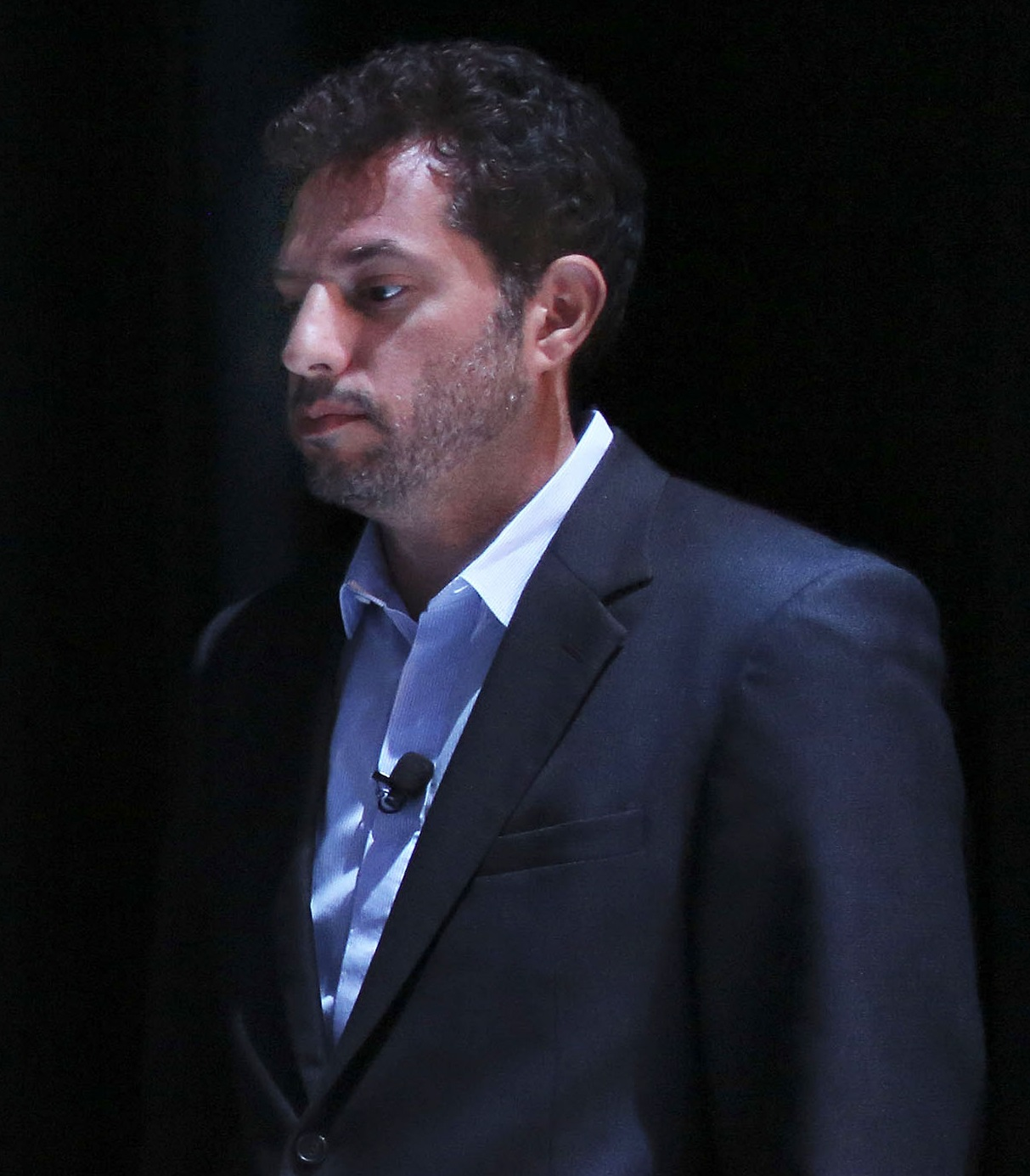
Guy Oseary, copropietario de la discográfica Maverick Records, fue uno de los productores ejecutivos de la banda sonora de Austin Powers, cuyo primer sencillo fue «Beautiful Stranger»

Madonna y el actor canadiense Mike Myers habían colaborado anteriormente para un episodio de Saturday Night Live en 1991, cuando aquella fue anfitriona del programa para promocionar su documental Truth or Dare e invitó al personaje de Myers, Wayne Campbell, a jugar verdad o reto. Según Gwen Ihnat de The A.V. Club, «la asociación creativa [entre ambos] funciona porque Madonna —aunque seria— siempre parece estar dispuesta, y Myers —aunque a menudo ridículo— también es creativamente ingenioso». En 1999, la cantante fue elegida para contribuir con una canción original para la banda sonora de Austin Powers: The Spy Who Shagged Me, la segunda película de Myers como el espía Austin Powers.
La banda sonora del filme llevó a la unión de dos ejecutivos musicales, Danny Bramson, vicepresidente sénior de Warner Bros. Records, y Guy Oseary, copropietario de Maverick Records; ambos se desempeñaron como productores ejecutivos del disco. Para mayo de 1999, las expectativas para el lanzamiento ya eran altas, por lo que los productores decidieron incluir la canción de Madonna junto con varias otras de intérpretes como R.E.M., Lenny Kravitz y Mel B de las Spice Girls.
Tal como recuerda Oseary, hubo una intensa competencia entre los artistas para que sus temas figuraran en la banda sonora, y un gerente relacionado con el proyecto describió la lucha por los posibles lanzamientos de los sencillos como «un baño de sangre». El propósito principal de los productores era que los artistas contribuyeran con música que se ajustara al ambiente de la película, que transcurre en la década de 1960. Michael Steele, director musical de la estación de radio de Los Ángeles KIIS-FM, afirmó que en «Beautiful Stranger» había «algo que parece que podría haberse grabado en 1964. Aun así, tiene el estilo y el atractivo de Madonna». Finalmente, se decidió que era la que más se adecuaba al objetivo, por lo que fue elegida como sencillo principal de la banda sonora.

## Grabación y publicación
«Beautiful Stranger» significó la primera colaboración de Madonna y William Orbit desde la realización del álbum Ray of Light (1998). Compuesta y producida por ambos, la grabación tuvo lugar en los estudios Guerilla Beach de Los Ángeles y Enterprise Studio de Burbank en febrero de 1999. Orbit también tocó la guitarra y el teclado, mientras que Emma Fowler la flauta; Pat McCarthy, Mark Endert y Dave Chelsea fueron los responsables de la ingeniería. «Beautigul Stranger» fue el último sencillo de Madonna de la década de 1990. En Estados Unidos, las compañías Maverick y Warner Bros. decidieron no publicarlo en formato físico ni tampoco lanzar remezclas de la canción; Michael Paoletta de Billboard calificó esta decisión como «imprudente». En su lugar, se envió una copia a las estaciones de radio del país el 19 de mayo de 1999.
En el resto de los países, salió al mercado en CD, casete y vinilos de 7" y 12". Para acompañar el lanzamiento, se crearon varias remezclas a cargo del productor y DJ estadounidense Victor Calderone. En Australia y Europa —a excepción de Reino Unido— salió a la venta el 4 de junio de 1999 tanto en maxi CD como en vinilo de 12"; ambas ediciones incluían la versión del álbum de 4:22 de duración y las remezclas «Calderone Club Mix» y «Calderone Radio Mix». Tres días después, se lanzó en Reino Unido en vinilo de 7" y en casete. En Estados Unidos, Maverick envió vinilos de 12" únicamente promocionales a las discotecas el 15 de junio. Sumado a ello, se envió otro CD promocional para Estados Unidos y Europa con una versión editada de la canción —modificada por Orbit— más la original.
Según Michael Paoletta de Billboard, «ningún DJ que gobierna ferozmente en 1999 se [habría] atrevido a tocar la versión original». En este sentido, elogió a Calderone por mantener «con picardía» la integridad de la canción, mientras «inyecta mucho drama tribal». A diferencia de sus remezclas recientes, en las que tendía a eliminar la mayor parte de las letras, en esta ocasión las mantuvo. El periodista señaló que su trabajo «refleja un despertar, una especie de redención« y concluyó: «Es como si [él] comprendiera completamente la importancia de una canción y entendiera la mejor manera de unir ritmos hábiles y una interpretación vocal deslumbrante». José F. Promis de Allmusic calificó la producción del DJ como «candente» y «tan buena como la original». «Beautiful Stranger» figuró en los discos de grandes éxitos de Madonna GHV2 (2001) y Celebration (2009).

## Composición
«Beautiful Stranger» es una canción de géneros pop psicodélico y disco, con cierta inclinación hacia el rock. A diferencia de los paisajes sonoros «más atmosféricos» presentados en «Frozen» y «Skin» —del álbum Ray of Light— la pista se destaca por ser una producción pop «más bailable», de acuerdo con Chris True de Allmusic. Abundan instrumentos como la guitarra, la flauta y la trompa, así como la repetición del hook la-da, da-da, da-da, da/da, da, da-da, da/beautiful stranger en el estribillo. Según la partitura publicada en Musicnotes por Alfred Publishing Co. Inc., se establece en un compás de 4/4 con un tempo moderado de 128 pulsaciones por minuto. Está compuesta en la tonalidad de fa sostenido mayor y el registro vocal de la cantante se extiende desde la notas sol sostenido3 a si4. Sigue una progresión armónica de mi—si—fa sostenido—la—do sostenido7 en la introducción y luego cambia a do sostenidosus7—do sostenido7 en la primera estrofa.
Inicia con una introducción instrumental que alude a «Light My Fire» (1967) de The Doors y «Lucy in the Sky with Diamonds» (1967) de The Beatles. En el minuto 1:06, se aprecian toques de mellotron y de flauta que, según Rikky Rooksby en The Complete Guide to the Music of Madonna (2004), eran similares a los que aparecían en «clásicos de los sesenta» como «Strawberry Fields Forever» (1967) y «The Fool on the Hill» (1967) de The Beatles. Posee una composición similar a los sencillos de su anterior trabajo discográfico, Ray of Light, mezclada con música psicodélica. Tom Sinclair de Entertainment Weekly sugirió que el estribillo, el riff y los instrumentos de «Beautiful Stranger» eran muy similares a «She Comes in Colors» (1966) de la banda estadounidense Love. El ejecutivo Gary Stewart de Rhino Records, discográfica de la agrupación, declaró que «ciertamente, el riff y los instrumentos recuerdan a "She Loves in Colors"» y que el verso «da da da da da» del estribillo parecía estar basado en una «floritura instrumental que es un papel integrante de los discos [de Love]. Puede ser un homenaje consciente o inconsciente». Sin embargo, Liz Rosenberg, publicista de Madonna, negó tal influencia y añadió que nunca había oído hablar de Love y que la canción estaba inspirada en «sus propias experiencias personales, combinadas con la trama de la película».
La letra alude al enamoramiento de una persona que no se llega a conocer. Neda Ulaby, reportera y miembro del equipo de NPR, explicó que trata sobre un «enigma fascinante que te obliga a tragarte tu orgullo y dejarlo en la pista de baile». Madonna mencionó que estaba inspirada en la relación sentimental que mantuvo con el escritor inglés Andrew F. Bird, a quien también dedicó la canción. Ambos se conocieron a principios de 1997 a través del amigo de Madonna, el director de cine Alek Keshishian, y mantuvieron una relación que duró varios meses; incluso le había agradecido en los créditos de Ray of Light por su «guía creativa y espiritual». De acuerdo con Eddi Fiegel, uno de los autores de Madonna: Blond Ambition (2012), ella había encontrado una especie de «conexión emocional e intelectual con Bird que sentía que había estado ausente en muchos de sus vínculos anteriores». Sin embargo, la relación se disolvió en el transcurso del año siguiente debido a diferencias en sus estilos de vida, ambiciones y edades. Tras la separación, escribió la letra y le dejó un mensaje en su contestador automático, «contándole todo». Incluye los versos I looked into your eyes / And my world came tumbling down / I looked into your face / My heart was dancing all over the place («Te miré a los ojos, y mi mundo se vino abajo / Te miré a la cara, mi corazón bailaba por todas partes»), y repite la línea you're the devil in disguise («eres el diablo disfrazado»), que el periodista y biógrafo Andrew Morton consideró «no muy original».

## Recepción crítica
En términos generales, «Beautiful Stranger» obtuvo elogios de críticos, académicos y periodistas musicales, quienes resaltaron la voz de Madonna y la producción, además de reconocerla como una de las mejores canciones de su carrera. Por ejemplo, José F. Promis de Alllmusic, que le otorgó cuatro estrellas de cinco, lo consideró uno de sus mejores sencillos e «imprescindible» para cualquiera de sus admiradores. Chris True —también de Allmusic— afirmó que era «una de esas canciones que simplemente se te queda en la cabeza» y señaló que, si bien la cantante había creado muchos sencillos pop «alegres y bailables», pocos tenían esa sensación de «bailar bajo el sol» como «Beautiful Stranger», al que calificó como «increíble». Concluyó que funcionaba bien como una conexión entre Ray of Light, «su material más serio», y Music (2000), su trabajo «más orientado al dance pop». De la misma publicación, Gina Boldman la eligió entre lo más destacado de la banda sonora de Austin Powers y añadió que tenía una «maravillosa sensación entre The Beatles y el techno». Gwen Ihnat de The A.V. Club la consideró «la mejor canción de Madonna que nunca apareció en ningún álbum de estudio» e indicó que ella y Orbit habían logrado «una creación pop psicodélica que ofreció algunos de los hooks más imborrables» de su carrera.
De Entertainment Weekly, Ken Tucker la nombró la «canción del verano» y reconoció el hecho de que la voz de la artista «se fusiona[ra] en la indistinguibilidad con los instrumentos que aumentan durante el estribillo», así como elogió la forma en la que canta el título de la canción «con un dolor en su voz que es insistente y a la vez alegre». Eduardo Viñuela, uno de los autores de Bitch She's Madonna: La reina del pop en la cultura contemporánea (2018), declaró que era —junto con otros temas provenientes de bandas sonoras como «Who's That Girl» (1987) y «Vogue» (1990)— «especialmente significativo» no solo en su carrera, sino «en la historia de la música popular». En su reseña a GHV2, el crítico Robert Christgau la denominó «magnífica»,<refChristgau, Robert. «Robert Christgau Consumer Guide: Madonna» (en inglés). Sitio oficial de Robert Christgau. Archivado desde el original el 6 de julio de 2011. Consultado el 17 de julio de 2021.</ref> e Ian Wade de Dotmusic reconoció que formaba parte de «la mejor música pop hecha por cualquier artista». Igualmente, Stephen Thomas Erlewine de Allmusic admitió que, durante la década de 1990, la intérprete produjo sencillos «tan extraordinarios» como «Beautiful Stranger». Phil Dellio escribió en Interrupting My Train of Thought (2014) que era «probablemente [su] mejor sencillo». Señaló que compartía similitudes con «Ray of Light» (1998) de la propia cantante, razón por la cual «pareció pasar desapercibido para muchas personas, tanto en la prensa como en las listas de éxitos». Sin embargo, a diferencia de este último, afirmó que «Beautiful Stranger» tenía «mejor melodía, mejor voz, mejor juego de luces. Se trata de la música dance más flipante sobre la superficie desde los dos primeros minutos de "How Many More Times" (1969) de Led Zeppelin».
En cuanto al sonido y la producción, Nicole Caputi del diario Orlando Sentinel lo describió como un número «psicodélico», mientras que un redactor de Orlando Weekly comentó que era «puro pop, lleno de psicodelia de los sesenta». Por su parte, Michael Paoletta de Billboard la calificó como una «explosión efervescente de electrónica psicodélica». El autor Rikky Rooksby mencionó que el objetivo principal era «evocar el pop/psicodelia de los sesenta, lo que [hizo] razonablemente bien». Asimismo, añadió que era «lo suficientemente fuerte como para ser digno de ser incluido en Ray of Light cuando sea remasterizado». José F. Promis describió la producción como «contagiosa» y añadió que se posiciona como «uno de los momentos más memorables de la cantante, combinando el rock go-go de los sesenta con la electrónica de los noventa, dando como resultado nada menos que una auténtica porción de rock & roll a la antigua». Charlotte Robinson de PopMatters dijo que era «un testimonio de la capacidad de Orbit para usar aparatos y magia electrónica no para alienar a los oyentes, sino para atraerlos». Gwen Ihnat de The A.V. Club manifestó que la pista consiguió unir el «dance pop suave de Madonna con la pieza de los sesenta que Myers buscaba; la flauta nunca ha sonado tan atractiva y [su] voz tan dulcemente seductora». El biógrafo y periodista J. Randy Taraborreli notó que «Amazing», canción de Madonna incluida en su álbum Music (2000), sonaba como una «prima musical» de «Beautiful Stranger», opinión que compartieron Eduardo Viñuela en el libro Bitch She's Madonna y Mariano Pereyra de la revista en línea argentina Indie Hoy; este último señaló que ambas compartían «guitarras con trémolo» y distorsiones. En un comentario variado, Sal Cinquemani de Slant Magazine le otorgó una «B-» y explicó que «no pretende ser mucho más de lo que es, como cualquier canción buena y desechable». Aunque le pareció un tema musical «perfecto» para la película, observó que, en el fondo, era «fácil de olvidar». Del mismo modo, Gino de la Paz de Philippine Daily Inquirer expresó que era «linda, pero poco memorable».

## Recepción comercial

### América
En Estados Unidos, «Beautiful Stranger» ingresó en el puesto 78 de la Billboard Hot 100 el 12 de junio de 1999; fue el primer sencillo de Madonna proveniente de una banda sonora en ingresar a la lista desde su versión de «Don't Cry for Me Argentina» de Evita, que ocupó el octavo lugar en marzo de 1997. Poco más de un mes después, el 24 de julio, alcanzó la decimonovena posición gracias a la promoción que obtuvo en las radios. José F. Promis explicó que su posición «relativamente baja» se debió a que nunca se lanzó en formato físico en el país; en total, estuvo diecinueve semanas. Tras permanecer dos ediciones en la primera posición, se convirtió en el 22.º número uno de Madonna en el Dance Club Songs, la mayor cantidad para un artista en la historia del conteo.
En las demás listas de radios de Billboard, ocupó el puesto seis en Top 40 Tracks, ocho en Mainstream Top 40, nueve en Adult Pop Songs, once en Hot 100 Airplay, doce en Modern Adult Contemporary, veinte en Latin Tropical Airplay, veintitrés en Adult Contemporary y veinticinco en Latin Pop Airplay. También ingresó a listas de otras publicaciones musicales del país. En Gavin Report, se ubicó en el octavo lugar de los cuarenta principales, mientras que llegó al noveno en el conteo Hot A/C y al vigésimo cuarto en el de Adult Contemporary. Por su parte, en Radio & Records, logró el séptimo puesto en la lista de radios pop —abreviada como CHR/Pop— y el octavo, décimo, vigésimo segundo y cuadragésimo segundo en Hot/AC, Pop/Alternative, Adult Contemporary y Rhythmic, respectivamente.
En Canadá, debutó en la decimoséptima posición de la lista principal Top 100 Tracks de la revista RPM el 14 de junio de 1999; logró ascender de lugares y, en su séptima semana, alcanzó el número uno, donde se mantuvo por dos ediciones seguidas. El éxito continuó en el conteo de Adult Contemporary, donde también llegó al primer lugar en la edición del 9 de agosto, mientras que en la sección de música dance se ubicó en el cuarto puesto el 6 de septiembre. Para fin de año, ocupó las casillas catorce, dieciséis y veintinueve en las listas anuales de Top 100 Tracks, Adult Contemporary y música dance, respectivamente. Fue la quinta canción más popular en las radioemisoras de México para la edición del 25 de octubre de 1999. No obstante, según el autor italiano Francesco Falconi, llegó al número uno en aquel país, así como en Argentina.

### Europa y Oceanía
En su primera semana de transmisión en Europa, «Beautiful Stranger» obtuvo airplay en estaciones de radio de Italia y Reino Unido, de manera que el 29 de mayo de 1999 ingresó en el puesto veintinueve de la lista European Radio Top 50 de la revista Music & Media, lo que significó el segundo mayor debut de la semana. Un mes después, el 26 de junio, ascendió hasta el primer lugar con un total de airplay en 71 estaciones del continente, por lo que fue el primer número uno de Madonna desde «Ray of Light», que permaneció cuatro ediciones en la cima en junio del año anterior. Empató con «...Baby One More Time» de Britney Spears como los sencillos con la mayor cantidad de semanas consecutivas en el primer lugar durante 1999, con un total de ocho. El 19 de junio, entró en la lista de ventas Eurochart Hot 100 Singles en el número 37 y, a las dos semanas, subió hasta el segundo lugar, por detrás de «I Want It That Way» de la banda estadounidense Backstreet Boys. Fue la segunda canción de 1999 más transmitida en las radios de Europa, después de «...Baby One More Time», y finalizó como el 45.º sencillo más exitoso del año en el Hot 100 Singles.
En los países europeos, cosechó éxito en las listas musicales de Finlandia, Islandia, Italia y Polonia, donde llegó a la primera posición, y en Escocia y Hungría, donde llegó a la segunda. Estuvo entre los diez primeros en Grecia e Irlanda (puesto tres), Dinamarca y España (puesto cuatro), República Checa (puesto cinco), Países Bajos y Suiza (puesto seis) y Noruega (puesto ocho). Además, se ubicó dentro de los veinte mejores en Alemania, Austria, Bélgica (Región Flamenca y Región Valona), Francia y Suecia. Recibió un disco de oro por parte de la Belgian Entertainment Association (BEA) tras superar la cifra de 20 000 copias en Bélgica y un disco de plata de la Syndicat National de l'Édition Phonographique (SNEP) por vender 125 000 ejemplares en Francia.
En Reino Unido, vendió 135 000 copias en su primera semana y el 13 de junio de 1999 ingresó en el séptimo lugar del UK Dance Chart, así como al segundo en la lista principal UK Singles Chart, por detrás de «Bring it all Back» de la banda S Club 7, por lo que fue el noveno número dos de Madonna en el país. Estuvo dieciséis semanas en total, siete de ellas dentro de los veinte primeros, y la Official Charts Company la proclamó como la séptima canción más exitosa del verano de 1999 y como la 23.ª más vendida de todo el año. Además, estableció un récord al registrar el mayor número de transmisiones en las radios del país, con un total de 2462 reproducciones durante la primera semana de julio, por lo que superó la anterior marca de «Believe» de Cher, que había recibido 2457 reproducciones en una semana. Para agosto de 2017, era el décimo tema más exitoso de Madonna en el país, con ventas que ascendían a 535 000 unidades. Finalmente, a finales de junio de 2024, la Industria Fonográfica Británica (BPI, por sus siglas en inglés) lo certificó con un disco de platino por superar los 600 000 ejemplares.
En Oceanía, el recibimiento comercial fue similar: tanto en Australia como en Nueva Zelanda, la pista llegó a la quinta posición de sus conteos oficiales. En el primer país, ascendió hasta dicho puesto el 27 de junio tras haber debutado anteriormente en el octavo lugar, y permaneció en total dieciséis semanas. Ocupó el número 34 en la lista anual y la Australian Recording Industry Association (ARIA) lo certificó con un disco de oro tras la comercialización de 35 000 copias. En el segundo país, pasó tres semanas no consecutivas en el quinto lugar y otras once en los cuarenta primeros. Para 2012, «Beautiful Stranger» había vendido 2.5 millones de copias en todo el mundo.

## Vídeo musical

### Trasfondo
El videoclip de «Beautiful Stranger» se filmó en Los Ángeles en mayo de 1999 bajo la dirección del estadounidense Brett Ratner, reconocido por su trabajo en la película Rush Hour (1998) y con otros artistas como Wu-Tang Clan, D'Angelo, Heavy D, Mary J. Blige, Foxy Brown y Public Enemy, entre otros. Madonna había mostrado interés por trabajar con el director tras haber visto el vídeo «Brown Sugar» (1995) de D'Angelo. El resto del personal incluyó a Mark Helfrich en montaje, Thomas Kloss en cinematografía y John Marshall, Bo McDonald y Rebecca Morley en producción. Kevyn Aucoin, quien ya había trabajado con la artista en «The Power of Good-Bye», se encargó de su maquillaje. También contó con la participación de Mike Myers como el personaje Austin Powers; sobre la filmación, Ratner recordó: «Mike estuvo caracterizado todo el tiempo, y él y Madonna tuvieron muy buena química. Este vídeo muestra el gran sentido del humor [de la cantante], y es genial que todos vean ese lado suyo. Esto ha sido, por mucho, lo más divertido que hice filmando un vídeo». Se estrenó en el canal MTV el 19 de mayo, mismo día del lanzamiento del sencillo a las radios estadounidenses, y posteriormente figuró en el DVD The Shooter Series Volume One: Director Brett Ratner (2009), así como en los recopilatorios de Madonna The Video Collection 93:99 (1999) y Celebration: The Video Collection (2009).

### Sinopsis y recepción
Ambientada en un club nocturno, la trama gira en torno a Austin Powers (Myers), quien tiene la misión de rescatar a Madonna —que personifica a una agente secreto— del lado oscuro del Dr. Evil (Myers) y de su compañero más pequeño Mini-Me (Verne Troyer), pero fracasa y se enamora «locamente» de ella. Inicia con Powers manejando su auto y recibiendo una llamada de su jefe Basil Exposition (Michael York), quien le advierte de Seductress (Madonna), una peligrosa espía «maestra del disfraz» que ha estado «seduciendo a nuestros mejores agentes». Luego, la pantalla del auto muestra cinco imágenes de la cantante en atuendos diferentes, desde mediados de los ochenta hasta 1999. Exposition también le advierte que «hagas lo que hagas, no te enamores. Ya perdimos a 007 y a 008». A continuación, el personaje llega al club nocturno donde Madonna actúa en un escenario ante una gran cantidad de personas «entusiastas»; entre la multitud, se puede apreciar a Mini-Me (Troyer). En esta escena, realiza un baile «alegre y despreocupado» y viste un top negro brillante con tirantes, pantalones hasta las pantorrillas y tacones de aguja. Mientras Powers la observa bailar, comienza a fantasear con ella, lo que lleva a una escena en la que ambos bailan delante de un fondo blanco con animaciones y gráficos psicodélicos y «alucinantes» de remolinos fluorescentes. A continuación, se dirigen al Jaguar de Powers, donde Madonna empieza a bailar de manera sugestiva y a insinuársele mientras este conduce. Hacia el final, exclama It's good to be me («¡Es bueno ser yo!») a la vez que ella acaricia su mejilla. Ratner recordó que Myers no estaba cómodo con estas últimas tomas, dado que las consideró demasiado sexuales e inapropiadas e incluso llegó a pedirle que las eliminara. Sin embargo, a Madonna le parecieron divertidas y convenció al director de mantenerlas.
En Madonna Style (2012), Carol Clerk lo calificó como «una divertida secuencia paródica de los años sesenta al estilo Bond», y la biógrafa Michelle Morgan lo consideró un vídeo psicodélico «colorido y lleno de diversión». Un editor de MTV lo describió como «estupendo» y, en octubre de 2008, Larry Carroll —del mismo sitio— lo incluyó dentro de la lista de los videoclips de películas más notables de todos los tiempos. Ken Tucker de Entertainment Weekly observó que la forma en que la intérprete frota su trasero en la mejilla de Myers cerca del final era un «punto de referencia en la Madonnalogía». El académico Georges-Claude Guilbert opinó que, tras emplear una personalidad «menos sexual» a finales de la década de 1990, Madonna «volvió a ser toda una sensación» en 1999. Sobre este punto, remarcó que la artista había hecho un cambio de imagen «radical» en comparación con el estilo geisha que utilizó en «Nothing Really Matters» ese mismo año. Matthew Rettenmund escribió en la Encyclopedia Madonnica (2016) que, si bien la cantante «probablemente no pensó demasiado» en el concepto del vídeo, estaba «muy por encima de un montaje de clips».

## Presentaciones en vivo

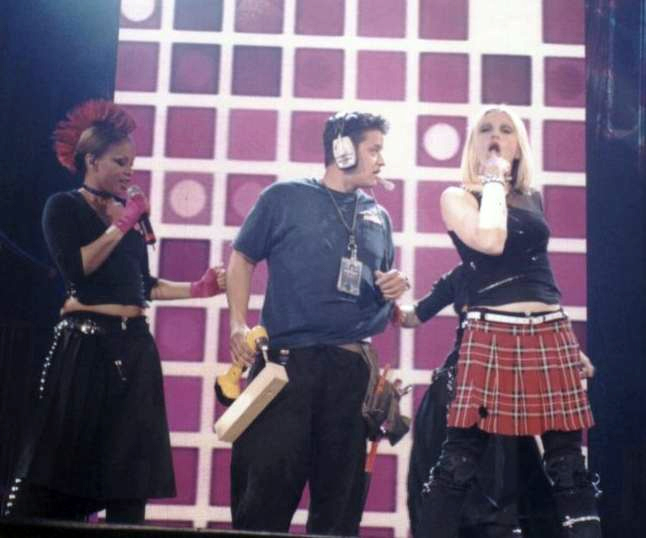
Madonna, sus coristas y el «técnico perdido» durante la interpretación de «Beautiful Stranger» en el Drowned World Tour (2001)

Una versión «más roquera» de «Beautiful Stranger» formó parte del repertorio de la gira Drowned World Tour de 2001. Era el cuarto número del espectáculo y el anteúltimo del primer segmento, titulado Rock 'n' Roll/Punk Girl. El vestuario punk que Madonna lució, diseñado por Jean-Paul Gaultier, consistió en un top negro cruzado y sin mangas con una camisa rota, pantalones de cuero del mismo color con cierre, collares al estilo bondage, brazaletes y una falda escocesa de tartán. Iniciaba con un vídeo de Myers ―como Austin Powers― diciendo su frase Shall we shag now or shall we shag later? («¿Nos acostamos ahora o nos acostamos después?») y luego la cantante preguntaba al público Do I make you horny? («¿Los pongo cachondos?»), a lo que daba inicio a la interpretación. Las coristas Donna De Lory y Niki Haris acompañaban a Madonna y, en cierto punto, esta última se frotaba «elocuentemente» sobre una barra; las pantallas de fondo mostraban escenas de la película y animaciones psicodélicas de remolinos fluorescentes. Hacia el final del número, un técnico que simulaba estar perdido aparecía en el escenario e interactuaba con la artista y las coristas.
Como reseñas, Sergio Burstein de La Opinión destacó la «proverbial sensualidad» de la cantante durante el número; Colin Jacobson de DVD Movie Guide la llamó una versión «ligeramente seductora y animada», que permitió una «pequeña interacción» entre Madonna y sus coristas; y Michael Hubbard de musicOMH señaló que «las cosas fueron tomando cuerpo» en temas como «Beautiful Stranger», opinión similar que compartió Rob Mancini de MTV. Phil Gallo de Variety la reconoció como la mejor canción del segmento y resaltó el «desfile de vídeos mod [en las pantallas], dominado por círculos verdes y púrpuras que complementan los tonos vibrantes de los sesenta y los hooks melódicos». Por su parte, John McAlley de Entertainment Weekly calificó a la actuación de «melodramática», y Alex Needham de NME declaró que «ya sea haciendo un pole dance, [...] Madonna se mantiene creativamente joven succionado lo mejor de la cultura circundante». La presentación figuró en el VHS/DVD Drowned World Tour 2001, filmado el 26 de agosto en The Palace of Auburn Hills, en Míchigan.
En octubre de 2008, durante el concierto en Chicago del Sticky & Sweet Tour, cantó el tema a capela a petición de los espectadores; Greg Kot del Chicago Tribune notó que la cantante «tropezó» con algunos de los versos. Volvió a interpretarlo el 18 de enero de 2016, durante el espectáculo en Nashville de su gira Rebel Heart Tour. Por último, el 2 de diciembre de ese año, lo presentó en Miami Beach durante el concierto benéfico Tears of a Clown, donde además se realizó una subasta y una cena de recaudación de fondos para la fundación de la artista, Raising Malawi.

## Versiones de otros artistas
Una de las primeras versiones de «Beautiful Stranger» estuvo a cargo del grupo sueco Black-Ingvars para el álbum de 2000 Kids Superhits. Al año siguiente, Jon Auer, cofundador de la banda estadounidense The Posies, grabó la canción para el EP 6 1/2; Jack Rabid de Allmusic admitió que «funciona mucho más como un himno de amor pop-acústico que como un crossover de pop electrónico», y Scott Lapatine de Stereogum la colocó en el quinto puesto de las veinte mejores versiones indie rock de canciones de Madonna. El grupo español Sidonie la incluyó en su primer EP Dragonfly, publicado por la discográfica Bip Bip Records; Marcos Arenas de Mondosonoro declaró que obtuvo «resultados francamente interesantes». Otros artistas y agrupaciones la interpretaron especialmente para álbumes homenaje a Madonna, como son los casos de Dynamichrome y Katrina Vasquez para Getting into the Grooves (2000), Vitamin String Quartet para The String Quartet Tribute to Madonna (2002), Motor Industries para The Dance Floor Tribute to Madonna (2003), Adam Marano para Tribute to Madonna [Golden Sound] (2005), Brook Barros para The Music of Madonna (2005), Studio 99 y Madonna Tribute Band (2006), entre varios otros.
Titulada «Beautiful Stranger (Blues)» e incluida en el disco Through the Wilderness de 2007, el grupo Golden Animals omitió el estribillo y creó una versión swamp blues con influencias de guitarra que, según Stephen M. Deusner de Pitchfork Media, era similar a la música de Creedence Clearwater Revival. En septiembre de 2015, apareció en el disco Madonna: Best of (Piano Covers), del conjunto japonés Relaxing Piano Crew. El 8 de marzo de 2016, la banda de rock australiana DMA's presentó la canción en vivo en el programa Radio 1's Future Sounds de la BBC Radio 1, conducido por la presentadora Annie Mac. Michelle Geslani de Consequence of Sound calificó la interpretación como «espléndida» y afirmó que era «otro paso exitoso en su joven carrera». Añadió: «Aquí, el trío de Down Under encuentra puntos en común con la chica material y modifica fácilmente el número retro en un himno psicodélico». Igualmente, Michaek Carr de la revista Music Feeds la denominó «la versión del año» y que los integrantes «absolutamente dieron en el clavo». Robin Murray de Clash comentó que la interpretación del cuarteto The Big Moon, publicada en septiembre de 2016, «logró sonar completamente seria y muy graciosa al mismo tiempo». Por último, Skating Polly lanzó como sencillo a las plataformas digitales una versión del tema en febrero de 2020.

## Reconocimientos
«Beautiful Stranger» fue incluida en listas de lo más destacado del año. Rob Sheffield de Rolling Stone la incluyó en el 27.º puesto de las «99 mejores canciones de 1999»; mencionó que era el «el éxito disco más sensacional de una megaestrella en sus cuarenta» y concluyó que «Madonna nunca ha sonado tan relajada, tan flexible, tan divertida». En otro conteo similar, Paul Grein de Billboard la ubicó en el 31.º lugar y elogió los acentos psicodélicos que reflejaron un sonido nuevo para Madonna y llevaron a los fanáticos mayores a los «clásicos de los sesenta». Añadió que, para los seguidores más jóvenes, integraba la «sensibilidad del período flower power» con una «sensibilidad pop moderna que le permitió [a la canción] encajar junto con Britney y Christina en las radios contemporáneas del 99». De la misma revista, Katy Kroll y Sean Ross lo consideraron el tercer mejor sencillo del año; la primera lo calificó como «simplemente divertido», mientras que el segundo resaltó que era su mejor tema desde «Vogue» (1990). Figuró además en numerosas listas de las canciones o sencillos más destacados de la artista, tales como Billboard, Entertainment Weekly, Gay Star News, Jenesaispop, NME, Parade, PinkNews, Slant Magazine, The Daily Telegraph, The Guardian y la edición española de Vanity Fair, entre otros. Louis Virtel de Logo lo nombró el 28.º vídeo más sobresaliente de su carrera y Katia Silveria de VIX.com lo incluyó en el noveno puesto de los «10 provocativos videoclips de Madonna que rompieron barreras en la música».
En la 42.ª entrega anual de los premios Grammy, «Beautiful Stranger» ganó en la categoría de mejor canción escrita para una película, televisión u otro medio visual. Otorgado para Madonna y Orbit, fue el quinto Grammy en la carrera de la cantante y el único que ha ganado por su trabajo como compositora. En la misma ceremonia, fue nominada a mejor interpretación vocal pop femenina, aunque perdió ante «I Will Remember You» de Sarah McLachlan. Resultó ganadora a mejor canción original en Las Vegas Film Critics Society Awards y Online Film & Television Association Awards, mientras que estuvo entre los candidatos a la misma categoría en la 57.ª entrega de los Globo de Oro y la sexta edición de los MTV Europe Music Awards. En los MTV Video Music Awards, celebrados el 9 de septiembre de 1999, recibió tres nominaciones a mejor vídeo femenino, mejor cinematografía y mejor vídeo de una película, de las cuales ganó esta última. Cuando subió al escenario para recoger el premio, agradeció en broma a Myers por su sentido del humor «perverso». Madonna obtuvo su vigésimo trofeo esa noche, por lo que se convirtió en la artista más premiada en la historia de la premiación, récord que mantuvo por más de quince años, hasta 2016. También estuvo entre los nominados a mejor vídeo pop en los Billboard Music Video Awards y a vídeo más elegante en los VH1/Vogue Fashion Awards. A continuación, una tabla completa con los premios y nominaciones de «Beautiful Stranger»:
| Año  | Organización                                | Premio                                                                  | Resultado | Ref.            |
| ---- | ------------------------------------------- | ----------------------------------------------------------------------- | --------- | --------------- |
| 1999 | Billboard Music Video Awards                | Mejor vídeo pop                                                         | Nominado  | [ 189 ]         |
| 1999 | Las Vegas Film Critics Society Awards       | Mejor canción                                                           | Ganadora  | [ 180 ]         |
| 1999 | MTV Europe Music Awards                     | Mejor canción                                                           | Nominada  | [ 183 ]         |
| 1999 | MTV Video Music Awards                      | Mejor vídeo de una película                                             | Ganador   | [ 184 ]         |
| 1999 | MTV Video Music Awards                      | Mejor vídeo femenino                                                    | Nominado  | [ 184 ]         |
| 1999 | MTV Video Music Awards                      | Mejor cinematografía                                                    | Nominada  | [ 184 ]         |
| 2000 | ASCAP Film & Television Awards              | Canción de una película más escuchada                                   | Ganadora  | [ 191 ]         |
| 2000 | ASCAP/PRS Awards                            | Canción más escuchada                                                   | Ganadora  | [ 192 ]         |
| 2000 | Globo de Oro                                | Mejor canción original                                                  | Nominada  | [ 182 ]         |
| 2000 | Grammy Awards                               | Mejor canción escrita para una película, televisión u otro medio visual | Ganadora  | [ 177 ]         |
| 2000 | Grammy Awards                               | Mejor interpretación vocal pop femenina                                 | Nominada  | [ 177 ]         |
| 2000 | Hong Kong's International Pop Poll          | Top diez canción de oro en inglés                                       | Ganadora  | [ 193 ]         |
| 2000 | Hong Kong's International Pop Poll          | Súper canción de oro en inglés                                          | Ganadora  | [ 193 ]         |
| 2000 | Ivor Novello Awards                         | Mejor canción contemporánea                                             | Nominada  | [ 194 ] [ 195 ] |
| 2000 | Ivor Novello Awards                         | Obra más escuchada                                                      | Ganadora  | [ 194 ] [ 195 ] |
| 2000 | MVPA Awards                                 | Mejor cinematografía                                                    | Ganadora  | [ 196 ] [ 197 ] |
| 2000 | MVPA Awards                                 | Mejor maquillaje                                                        | Ganador   | [ 196 ] [ 197 ] |
| 2000 | MVPA Awards                                 | Vídeo de banda sonora del año                                           | Nominado  | [ 196 ] [ 197 ] |
| 2000 | Nickelodeon Kids' Choice Awards             | Mejor canción de una película                                           | Nominada  | [ 198 ]         |
| 2000 | Online Film & Television Association Awards | Mejor canción original                                                  | Ganadora  | [ 181 ]         |
| 2000 | VH1/Vogue Fashion Awards                    | Vídeo más elegante                                                      | Nominado  | [ 190 ]         |

## Lista de canciones y formatos
| 7", casete / CD de 2 pistas |                                            |          |  |
| N.º                         | Título                                     | Duración |  |
| 1.                          | «Beautiful Stranger» (versión del álbum)   | 4:22     |  |
| 2.                          | «Beautiful Stranger» (Calderone Radio Mix) | 4:04     |  |

| Maxi CD / 12" |                                            |          |  |
| N.º           | Título                                     | Duración |  |
| 1.            | «Beautiful Stranger» (versión del álbum)   | 4:22     |  |
| 2.            | «Beautiful Stranger» (Calderone Club Mix)  | 10:13    |  |
| 3.            | «Beautiful Stranger» (Calderone Radio Mix) | 4:04     |  |

| 12" promocional (1) |                                            |          |  |
| N.º                 | Título                                     | Duración |  |
| 1.                  | «Beautiful Stranger» (Calderone Club Mix)  | 10:13    |  |
| 2.                  | «Beautiful Stranger» (Calderone Radio Mix) | 4:04     |  |
| 3.                  | «Beautiful Stranger» (New Club Edit)       | 5:12     |  |
| 4.                  | «Beautiful Stranger» (versión del álbum)   | 4:22     |  |

| 12" promocional (2) |                                            |          |  |
| N.º                 | Título                                     | Duración |  |
| 1.                  | «Beautiful Stranger» (Calderone Club Mix)  | 10:13    |  |
| 2.                  | «Beautiful Stranger» (versión del álbum)   | 4:22     |  |
| 3.                  | «Beautiful Stranger» (Calderone Radio Mix) | 4:04     |  |
| 4.                  | «Beautiful Stranger» (Calderone Dub Mix)   | 6:22     |  |

| CD promocional |                                                 |          |  |
| N.º            | Título                                          | Duración |  |
| 1.             | «Beautiful Stranger» (William Orbit Radio Edit) | 3:58     |  |
| 2.             | «Beautiful Stranger» (versión del álbum)        | 4:22     |  |

| Descarga digital - Remixes EP |                                                 |          |  |
| N.º                           | Título                                          | Duración |  |
| 1.                            | «Beautiful Stranger» (Calderone Club Mix)       | 10:12    |  |
| 2.                            | «Beautiful Stranger» (Calderone Dub Mix)        | 6:21     |  |
| 3.                            | «Beautiful Stranger» (Calderone Radio Mix)      | 4:03     |  |
| 4.                            | «Beautiful Stranger» (New Club Edit)            | 5:13     |  |
| 5.                            | «Beautiful Stranger» (William Orbit Radio Edit) | 3:56     |  |

## Posicionamiento en listas
| País (Lista 1999)                         | Posición más alta |
| ----------------------------------------- | ----------------- |
| Alemania (Offizielle Deutsche Charts)     | 13                |
| Australia (ARIA)                          | 5                 |
| Austria (Ö3 Austria Top 40)               | 14                |
| Bélgica Flandes (Ultratop Singles)        | 15                |
| Bélgica Valonia (Ultratop Singles)        | 12                |
| Canadá (RPM Top 100 Tracks)               | 1                 |
| Canadá (RPM Adult Contemporary)           | 1                 |
| Canadá (RPM Dance)                        | 4                 |
| Dinamarca (IFPI Dinamarca)                | 4                 |
| Escocia (Scottish Singles Chart)          | 2                 |
| España (AFYVE)                            | 4                 |
| Estados Unidos (Billboard Hot 100)        | 19                |
| Estados Unidos (Adult Contemporary)       | 23                |
| Estados Unidos (Adult Pop Songs)          | 9                 |
| Estados Unidos (Dance Club Songs)         | 1                 |
| Estados Unidos (Hot 100 Airplay)          | 11                |
| Estados Unidos (Latin Pop Airplay)        | 25                |
| Estados Unidos (Latin Tropical Airplay)   | 20                |
| Estados Unidos (Mainstream Top 40)        | 8                 |
| Estados Unidos (Modern AC)                | 12                |
| Estados Unidos (Top 40 Tracks)            | 6                 |
| Estados Unidos (Gavin Top 40)             | 8                 |
| Estados Unidos (Gavin Adult Contemporary) | 24                |
| Estados Unidos (Gavin Hot A/C)            | 9                 |
| Estados Unidos (R&R CHR/Pop)              | 7                 |
| Estados Unidos (R&R Adult Contemporary)   | 22                |
| Estados Unidos (R&R CHR/Rhythmic)         | 42                |
| Estados Unidos (R&R Hot/AC)               | 8                 |
| Estados Unidos (R&R Pop/Alternative)      | 10                |
| Europa (Eurochart Hot 100 Singles)        | 2                 |
| Europa (European Radio Top 50)            | 1                 |
| Finlandia (Suomen virallinen lista)       | 1                 |
| Francia (SNEP)                            | 17                |
| Grecia (IFPI Greece)                      | 3                 |
| Hungría (Mahasz)                          | 2                 |
| Irlanda (IRMA)                            | 3                 |
| Islandia (Íslenski Listinn Topp 40)       | 1                 |
| Italia (Musica e dischi)                  | 1                 |
| México (El Siglo de Torreón)              | 5                 |
| Noruega (VG-lista)                        | 8                 |
| Nueva Zelanda (Recorded Music NZ)         | 5                 |
| Países Bajos (Top 40)                     | 6                 |
| Países Bajos (Single Top 100)             | 6                 |
| Polonia (LP3)                             | 1                 |
| Reino Unido (UK Dance Chart)              | 7                 |
| Reino Unido (UK Singles Chart)            | 2                 |
| República Checa (ČNS IFPI)                | 5                 |
| Suecia (Sverigetopplistan)                | 15                |
| Suiza (Schweizer Hitparade)               | 6                 |

| País (Lista 1999)                       | Posición |
| --------------------------------------- | -------- |
| Alemania (Offizielle Deutsche Charts)   | 98       |
| Australia (ARIA)                        | 34       |
| Bélgica Flandes (Ultratop Singles)      | 68       |
| Bélgica Valonia (Ultratop Singles)      | 55       |
| Canadá (RPM Top 100 Tracks)             | 14       |
| Canadá (RPM Adult Contemporary)         | 16       |
| Canadá (RPM Dance)                      | 29       |
| España (AFYVE)                          | 16       |
| Estados Unidos (All-Format)             | 100      |
| Estados Unidos (Adult Top 40)           | 36       |
| Estados Unidos (Dance Club Songs)       | 31       |
| Estados Unidos (Mainstream Top 40)      | 47       |
| Estados Unidos (Modern AC)              | 43       |
| Estados Unidos (R&R CHR/Pop)            | 49       |
| Estados Unidos (R&R Adult Contemporary) | 69       |
| Estados Unidos (R&R Hot/AC)             | 42       |
| Europa (Eurochart Hot 100 Singles)      | 45       |
| Europa (European Radio Top 100)         | 2        |
| Francia (SNEP)                          | 48       |
| Países Bajos (Top 40)                   | 49       |
| Países Bajos (Single Top 100)           | 54       |
| Reino Unido (UK Singles Chart)          | 23       |
| Rumania (Romanian Top 100)              | 98       |
| Suiza (Schweizer Hitparade)             | 45       |

## Certificaciones y ventas
| País (organismo certificador) | Certificación | Unidades certificadas / Ventas |
| ----------------------------- | ------------- | ------------------------------ |
| Australia (ARIA)              | Oro           | 35 000                         |
| Bélgica (BEA)                 | Oro           | 20 000                         |
| Francia (SNEP)                | Plata         | 125 000 / 137 000              |
| Reino Unido (BPI)             | Platino       | 600 000                        |

## Créditos y personal
- Madonna: voz, composición, producción
- William Orbit: composición, producción, teclado, guitarra
- Victor Calderone: remezcla, producción adicional
- Emma Fowler: flauta
- Pat McCarthy: ingeniero
- Mark Endert: ingeniero
- Dave Chelsea: ingeniero

Créditos adaptados de las notas de «Beautiful Stranger» y del álbum GHV2 en Tidal.